# Josef Schlicht

Josef Schlicht

Josef Schlicht (* 18. März 1832 in Geroldshausen bei Wolnzach, Oberbayern; † 18. April 1917 in Steinach, Niederbayern) war als Volkskundler und Heimatforscher bekannt und gilt als Chronist des bäuerlichen Lebens.
Auf einer Gedenktafel würdigt man sein Leben mit dem Spruch „Wie keiner kannte, liebte und schilderte er das altbayerische Bauernland“.

## Leben
Schlicht wurde in Geroldshausen in der Hallertau (Gemeine Wolnzach) als erster Sohn einer kinderreichen Gütlersfamilie geboren. Nach der Kindheit auf dem elterlichen Hof und dem Besuch des erst 1843 eröffneten Knabenseminars im Benediktinerkloster Metten studierte er am Lyzeum in Regensburg. Sein Abitur hatte Schlicht 1852 mit der Auszeichnung „vorzüglich würdig“ bestanden. Während des Studiums am Lyzeum – den Besuch der Theologischen Universität konnte er sich wegen Geldmangels nicht leisten – wohnte er im Klerikalseminar. Mit einer hervorragenden Beurteilung schloss Schlicht 1856 die Ausbildung am Lyzeum ab: „Fähigkeiten erste, Fleiß erste, Fortgang erste, sittliches Betragen erste“. Am 12. August 1856 erhielt Schlicht die Subdiakonats- und am Tag drauf die Diakonatsweihe. Am 16. August desselben Jahres wurde er im Hohen Dom zu Regensburg von Bischof Valentin Riedel zum Priester geweiht.
Sein Grab befindet sich auf dem Kirchenfriedhof in Steinach bei Straubing.

## Wirken
Wie viele weitere Neupriester erhielt Schlicht nicht gleich eine Kaplanstelle und besuchte ein Vorpraktikum im Kloster Ensdorf. Ab 1857 wurde er schließlich als Kaplan eingesetzt, zunächst in Ergoldsbach, 1857 bis 1858 dann in Landshut (St. Nikola).
Von 1859 bis 1869 war Schlicht Kaplan in Oberschneiding. Zunächst fünf Jahre lang zweiter Kaplan, der sogenannte „Kloa Herr“, was Schlicht aufgrund seiner Körpergröße trefflich beschrieb. Über seine Zeit als Kloana Herr schrieb Schlicht später: „Der Pfarrer beherbergt ihn und speist ihn aus, gibt ihm ein Wochengeltl und lässt ihm etwas von Leichen und Kindstaufen; die Bauern statten ihn mit einer Weizenkollektur aus, das tun sie mit Stolz und Freuden, damit sich mehr schwingt in der Kirche und sie eine levitierte Christmetten und, wenn Bauern sterben, ein dreispänniges Begräbnis und Requiem haben. [...] Er gedeiht selbstverständlich nur da, wo es reiche bayerische Bauern gibt.“
Weitere fünf Jahre war Schlicht erster Kaplan, oder „Großer Herr“ von Oberschneiding. Er nahm verständnisvoll Anteil am Leben der Pfarrei, feierte mit den Pfarrkindern, spielte Gitarre, sang Gstanzl, in denen er so manchen, auch geistliche Mitbrüder nicht ausgenommen, „aufzog“. Er erfreute seine Zuhörer bisweilen sogar mit Opernarien und ließ seine Stimme gelegentlich auch vom Kirchenchor herab tönen, wenn er zum Beispiel Oratorien sang. Die Oberschneidinger hatten ihren immer gut aufgelegten Kaplan gern. Im Sommer stellten ihm die Bauern ein Kutsche und im Winter einen Schlitten zur Verfügung, dass er durchs Gäu fahren konnte. Eine Zeitlang durfte er sogar mit einem Reitpferd ausreiten. Sein Missgeschick mit diesem Reitpferd ist uns in der humorvollen Erzählung „Der kloan Herr als Kavallerist“ überliefert.
In Oberschneiding begannen Schlichts volkskundliche Veröffentlichungen, zu welchen ihn ein ehemaliger Mettener Studienfreund animierte: Georg Aichinger war 1868 als Beichtvater nach Azlburg gekommen und hatte auch die Schriftleitung am Straubinger Tagblatt übernommen. Für das Straubinger Tagblatt beschrieb Schlicht unter dem Titel Von der Hienharter Höhe die Erntearbeit im Gäuboden, den Straubinger Sklavenmarkt (Arnmarkt), die Unterkunft der Arnkarln, das Essen, die Arbeitszeit von vier Uhr morgens bis zum Gebetläuten um acht Uhr abends. Er schilderte die Arbeit: das Mähen des ährenschweren Getreides, das Auspackeln, Aufsammeln, Aufladen, Einfahren, Ableeren, den Tretochs im Gerstenstock. Das überaus positive Echo auf seine Zeitungsbeiträge beflügelte Josef Schlicht zu neuem Schaffen.
1869 ging Schlicht als Kaplan nach Tunding, 1871 war Schlicht Aushilfsbenefiziat in Stadtamhof (Regensburg), bevor er noch im gleichen Jahr Schlossbenefiziat in Steinach wurde.

## Werke

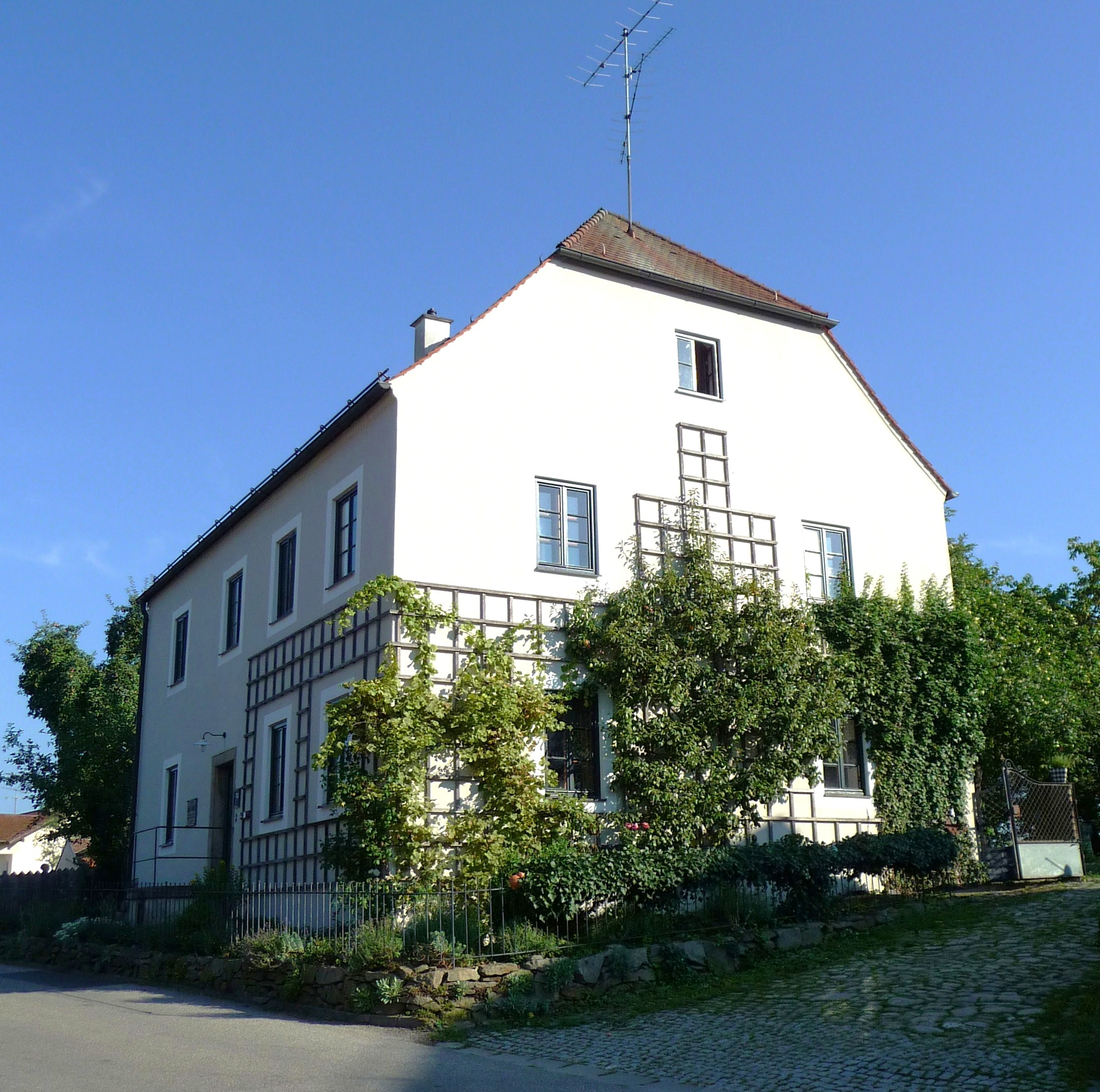
Von 1871 bis 1917 bewohnte Josef Schlicht das ehemalige Benefiziatenhaus in Steinach.

### Bücher
- 1875 Bayerisch Land und Bayrisch Volk
- 1877 Blauweiss in Schimpf und Ehr
- 1886 Altbayern und Altbayernvolk
- 1889 Die altbayerische Landhochzeit
- 1895 Altheimland
- 1898 Niederbayern in Land, Geschichte und Volk

### Theaterspiele
- 1897 Der Kletzwabi seine Friedl
- 1903 Die Kavalierswette
- 1904 Der Planetentoni
- 1904 Sieben heitere Volksspiele für die Vereinstheater in Stadt und Land

## Josef-Schlicht-Medaille
Zum Gedenken an die Verdienste von Josef Schlicht und als Würdigung für Persönlichkeiten, die sich im Sinne Schlichts für die bayerische Heimat, die Kultur und das Brauchtum einsetzen, verleiht der Landkreis Straubing-Bogen seit 1977 die Josef-Schlicht-Medaille.
Die Verleihung dieser Auszeichnung wurde 1973 beschlossen, die Medaille wird gestiftet von der Sparkasse Niederbayern-Mitte.

### Preisträger
- 1977: Dr. Rupert Sigl, Straubing, und Pater Dr. Norbert Backmund, Kloster Windberg
- 1978: Dr. Georg Häring, Pankofen, und Walter Meinhard, Haunkenzell
- 1979: Otto Kerscher, Oberalteich, und Johann Vogl, Oberschneiding
- 1980: Franz Xaver Schötz, Haselbach
- 1981: Xaver Hafner, Bogen
- 1982: Josef Fendl, Neutraubling
- 1983: Dr. Rudolf Reichert, Bogen, und Josef Brembeck, Haselbach
- 1984: Michael Wellenhofer, Straubing
- 1990: Kornel Klar, Hunderdorf
- 1995: Barbara Saller, Straubing, und Oskar Sattler, Wiesenfelden
- 1998: Konrad Karl, Schwarzach, und Hans Neueder, Bogen
- 2004: Wolfgang Folger, Schwarzach, und Dr. Rudolf Gehles, Bogen
- 2005: Klaus Storm, Mallersdorf-Pfaffenberg
- 2015: Hans Agsteiner, Steinach, und Helmut Erwert, Bogen
- 2016: Karl Bauer, Mariaposching
- 2018: Willi Goetz, Straßkirchen, und Eiskeller Haindling e. V., Geiselhöring
- 2019: Franz Rainer, Haibach
- 2023: Margarethe Stadler, Mallersdorf-Pfaffenberg, Herbert Schedlbauer, Bogen und Karl Kienberger, Rattiszell
- 2024: Beate Seitz-Weinzierl, Wiesenfelden, und Fritz Schötz sen., Haibach